# Tympallopatrum longitudum
Tympallopatrum longitudum är en skalbaggsart som beskrevs av Perkins 1997. Tympallopatrum longitudum ingår i släktet Tympallopatrum och familjen vattenbrynsbaggar. Inga underarter finns listade i Catalogue of Life.